# Listă de comunități neîncorporate din Ohio

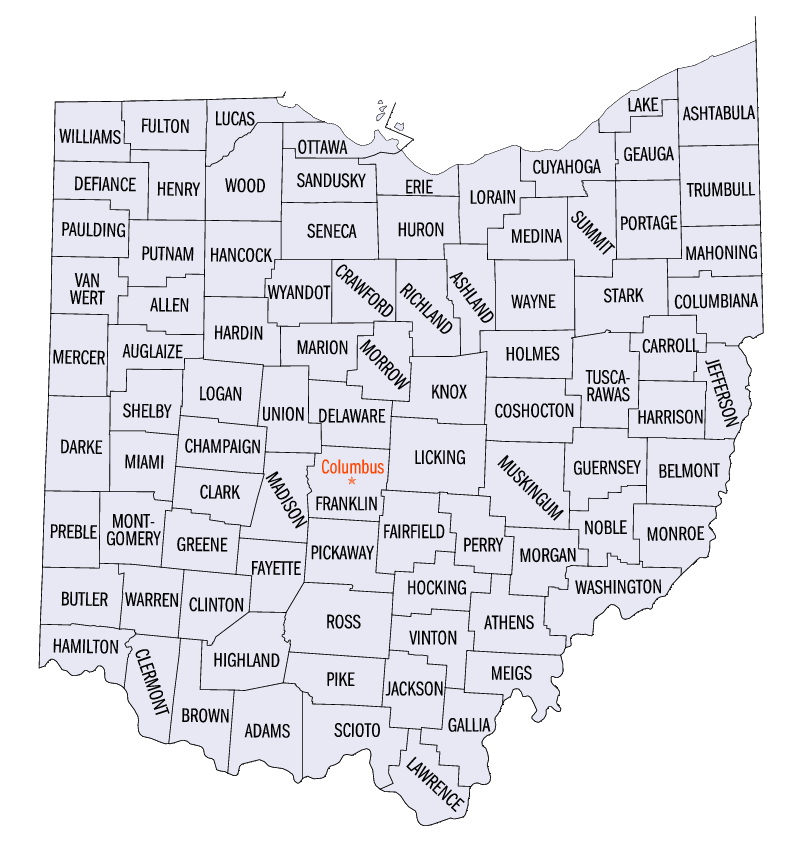
Cele 88 de comitate ale statului,
USA.

- Această pagină este 'o listă a comunităților neîncorporate din toate cele 88 de comitate ale statului Ohio.

În statul Ohio există mai multe subdiviviuni administrative ale statului. Pentru
- Comitate, consultați Listă de comitate din statul Ohio,
- Orașe (Cities), consultați Listă de orașe din statul Ohio,
- Sate (Villages), consultați Listă de sate din statul Ohio,
- Districte (Civil townships), consultați Listă de districte din statul Ohio,
- Locuri desemnate pentru recensământ, cunoscute ca CDPs, consultați Listă de comunități desemnate pentru recensământ din Ohio,
- Localități neîncorporate (Unincorporated ares), consultați Listă de localități neîncorporate din statul Ohio

## Alte articole
- Ohio (dezambiguizare) și Ohio
- Formate comitate OH SUA (format)
- Formate comitate SUA (categorie)
- Listă de orașe din statul Ohio
- Listă de sate din statul Ohio
- Listă de districte din statul Ohio

## Vedeți și
- Borough (Statele Unite ale Americii)
- Cătun (Statele Unite ale Americii)
- Comitat (Statele Unite ale Americii)
- District civil (Statele Unite ale Americii)
- District desemnat (Statele Unite ale Americii)
- District topografic (Statele Unite ale Americii)
- Loc desemnat pentru recensământ (Statele Unite ale Americii)
- Localitate neîncorporată (Statele Unite ale Americii)
- Municipalitate (Statele Unite ale Americii)
- Oraș (Statele Unite ale Americii)
- Precinct (Statele Unite ale Americii)
- Rezervație amerindiană (Statele Unite ale Americii)
- Sat (Statele Unite ale Americii)
- Târg (Statele Unite ale Americii)
- Teritoriu neorganizat (Statele Unite ale Americii)
- Township (Statele Unite ale Americii)
- Zonă metropolitană (Statele Unite ale Americii)
- Zonă micropolitană (Statele Unite ale Americii)

respectiv
- Census county division
- Designated place, a counterpart in the Canadian census
- ZIP Code Tabulation Area

## Alte legături interne
- Categorie:Liste de comitate din Statele Unite ale Americii după stat
- Categorie:Liste de orașe din Statele Unite după stat
- Categorie:Liste de târguri din Statele Unite după stat
- Categorie:Liste de districte civile din Statele Unite după stat
- Categorie:Liste de sate din Statele Unite după stat
- Categorie:Liste de comunități neîncorporate din Statele Unite după stat
- Categorie:Liste de localități dispărute din Statele Unite după stat
- Categorie:Liste de comunități desemnate pentru recensământ din Statele Unite după stat
- Categorie:Liste de rezervații amerindiene din Statele Unite după stat
- Categorie:Liste de zone de teritoriu neorganizat din Statele Unite după stat

respectiv
- Statul Florida
- Liste de orașe din Statele Unite după stat
- Liste de orașe din Statele Unite
- Categorie:Orașe din Statele Unite ale Americii